# Eszenyi Olga
Eszenyi Olga (Brassó, 1910. január 27. – São Paulo, 1992. április 1.) színésznő.

## Életútja
Eszenyi László és Bardon Matild (1882–1964) leánya. Tanulmányait a Színművészeti Akadémián végezte, majd 1933–34-ben a Kamara Színháznál szerepelt. Játszott egy évet a Vígszínházban és Debrecenben is. 1931. július 4-én Budapesten, a Ferencvárosban házasságot kötött Hosszú Zoltán színésszel. 1936-tól a Nemzeti Színház művésze volt 1938-ig, majd 1939–40-ben a Belvárosi Színházban szerepelt. 1944-ben kivándorolt külföldre, 1948-ban került Buenos Airesbe. Itt 1949 májusában a Magyar Színjátszó Társaság tagja lett. Gyakran szavalt verseket, 1954–55-ben szerepelt Cselle Lajos társulatában. 1956-ban Brazíliába költözött. Itt rendezéssel is foglalkozott, többek között Katona József Bánk bánját cserkészifjaknak tanította be.

## Fontosabb színházi szerepei
- Izabella (Szántó Gy.: Sátoros király)
- Giulietta (Ortner: Beethoven)
- Juli (Kodolányi J.: Földindulás)
- Lidi (Kerecsendi Kiss M.: Az első)
- Irina (Hunyadi S.: Feketeszárú cseresznye)
- Iréne császárnő (Herczeg F.: Bizánc)
- Anna (Németh L.: Villámfénynél)
- Hedda Gabler (Ibsen)

## Filmszerepei
- Dani bá' meg a házatája (1932, rövid)
- Bors István (1938-39) – Tulogdy Kati
- Földindulás (1939) – Kántor Jánosné, Julis
- Negyedíziglen (1942) – Keresztes Vera
- És a vakok látnak... (1943) – Madarász Irma